# Вељо (Бјела)
Вељо (итал. Veglio) је насеље у Италији у округу Бијела, региону Пијемонт.
Према процени из 2011. у насељу је живело 660 становника. Насеље се налази на надморској висини од 745 м.

## Становништво
| 1936. | 1951. | 1961. | 1971. | 1981. | 1991. | 2001. | 2011. |
| ----- | ----- | ----- | ----- | ----- | ----- | ----- | ----- |
| 983   | 1.124 | 1.146 | 843   | 762   | 706   | 660   | 566   |